# Anaplectidae
Anaplectidae (лат.) — семейство насекомых из надсемейства Blattoidea отряда таракановых. Ранее его считали подсемейством Anaplectinae в составе семейства Ectobiidae.

## Описание
Относительно малы (длина 3—9 мм), оба пола полноценно крылаты.
Чередуют активность в лесной подстилке и полёты. Их часто ловили в ловушки, перехватывающие насекомых именно в воздухе. В оотеке представителей семейства сравнительно немного яиц — 5—10.

## Распространение
Широко распространены в Центральной и Южной Америке, Африке, Азии, Австралии.

## Классификация
В семейство включают более 90 известных видов, объединённых в 2 рода:
- Anaplecta Burmeister, 1838
- Maraca Hebard, 1926